# فريدريك وارد
فريدريك وارد (31 أغسطس 1881 - 28 فبراير 1948) (بالإنجليزية: Frederick Ward)‏ هو لاعب كريكت بريطاني وبريطاني (وحمل سابقاً جنسية المملكة المتحدة لبريطانيا العظمى وأيرلندا).